# Герб Вышневолоцкого района
Герб муниципального образования «Вышневоло́цкий район» Тверской области Российской Федерации — опознавательный и правовой знак, составленный по правилам геральдики, являющийся общественно-историческим символом района и органов местного самоуправления.
Герб утверждён Решением № 94 собрания депутатов Вышневолоцкого района 5 апреля 2002 года.
Герб внесён в Государственный геральдический регистр Российской Федерации под регистрационным номером 1076.

## Описание и обоснование символики
В лазоревом поле золотая императорская корона, покоящаяся на горностаевом покрове, над пониженным серебряным поясом, верхний край которого отчасти перекрыт выходящими по сторонам зелёными, окаймлёнными серебром, холмами.

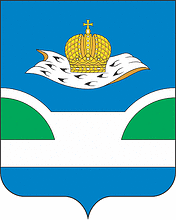

Императорская корона на горностаевом покрывале в герб района привнесена из исторического герба Вышнего Волочка утверждённого 2 апреля 1772 года императрицей Екатериной II.

## Гербы муниципальных образований Вышневолоцкого района
Все муниципальные образования Вышневолоцкого района имеют свои собственный гербы, внесённые в Государственный геральдический регистр Российской Федерации.

Гербы муниципальных образований Вышневолоцкого района
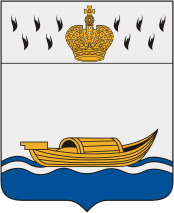
Герб Вышнего Волочка (1772 год)
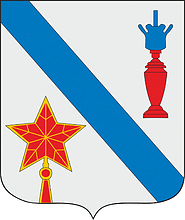
Городское поселение посёлок Красномайский
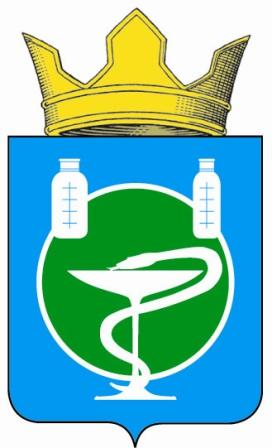
Борисовское сельское поселение
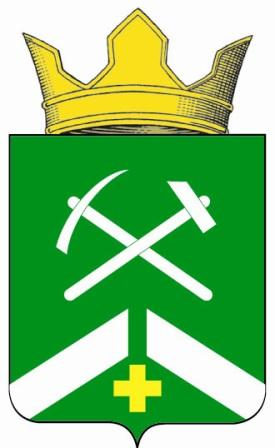
Горняцкое сельское поселение
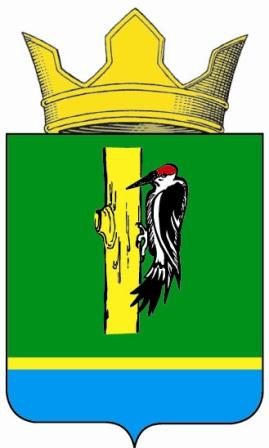
Дятловское сельское поселение
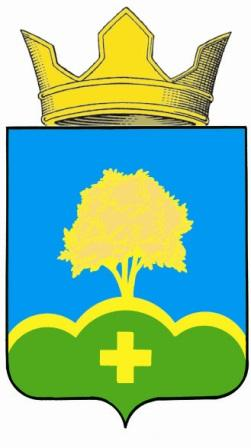
Есеновичское сельское поселение
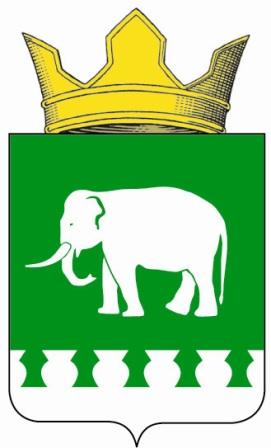
Зеленогорское сельское поселение
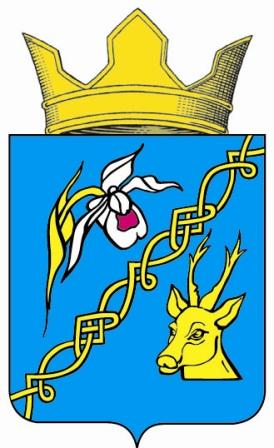
Княщинское сельское поселение
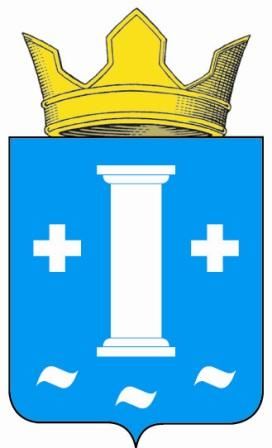
Коломенское сельское поселение
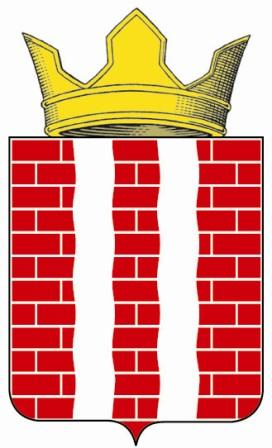
Лужниковское сельское поселение
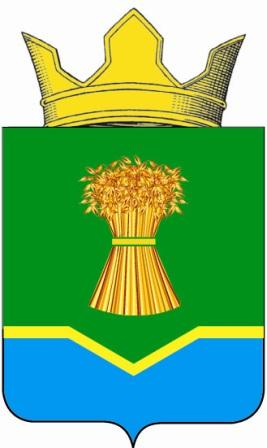
Овсищенское сельское поселение
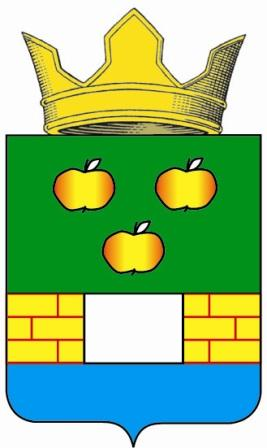
Садовое сельское поселение
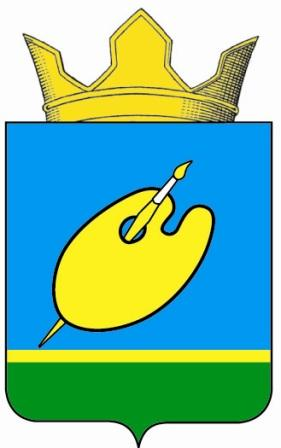
Солнечное сельское поселение
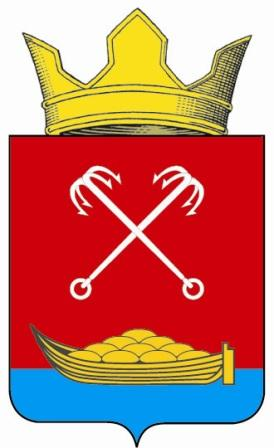
Сорокинское сельское поселение
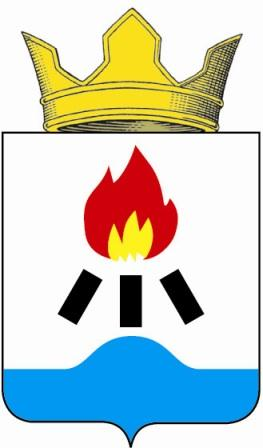
Терелесовское сельское поселение
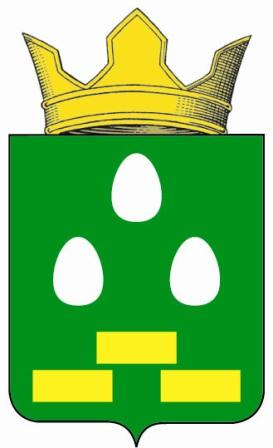
Холохоленское сельское поселение